# حبيل صفير (الملاح)

تعديل مصدري - تعديل

حبيل صفير هي إحدى قرى عزلة الملاح بمديرية الملاح التابعة لمحافظة لحج، بلغ تعداد سكانها 484 نسمة حسب تعداد اليمن لعام 2004.